# 高麗契丹戰爭 (電視劇)
《高麗契丹戰爭》為韓國KBS 2TV自2023年11月11日至2024年3月10日間播出的公營放送50週年特別企劃大河史劇，亦是KBS第35部大河劇。本劇內容改編自韓國作家吉承洙所著的小說《高麗契丹戰記：冬日的甘雨》，由全雨盛導演和李政宇編劇繼《最強送餐員》後再次合作。以1010年－1019年遼國入侵高麗時期為背景，講述以寬容的領導力將高麗團結在一起，帶領國家在與契丹的戰爭中大獲全勝的高麗顯宗，與他的政治老師兼高麗軍總司令官姜邯贊的故事。本劇是崔秀宗繼《太祖王建》、《大祚榮》、《大王之夢》後，第四度主演KBS大河劇。
亞太地區將透過Netflix播出。

## 演员阵容

### 主要人物
- 金桐俊飾演顯宗

本名王詢，初封大良院君，肩負命運詛咒的19歲年輕皇帝，擊退契丹的侵略並使高麗走向繁榮。千秋太后的兒子穆宗因親男色而無子嗣，身為千秋太后外甥的大良院君便成了王位繼承者第一順位。當千秋太后受到康兆謀反叛亂的威脅時，一直過著僧侶生活的大良院君，一夕間成了皇帝。
- 崔秀宗飾演姜邯赞

固執的70歲文官，在攸關高麗命運的最後戰鬥中，領軍取得勝利。在收拾戰爭留下的慘澹遺骸的同時，不忘責望皇帝，但他受到顯宗的信任而掌握軍隊，是帶領關係到國家命運的戰爭“龜州大捷」取得勝利的英雄。
- 池承炫飾演楊規

興化鎮之狼，解救3萬高麗俘虜的英雄。背負著西北面都巡檢使的重責，坐鎮契丹越過鴨綠江首當其衝的興化鎮。高麗契丹戰爭隱藏的英雄，忠誠和憨直的代名詞。

### 高麗主要人物
- 李原種飾演康兆

穆宗時期發動政變，擁立大良院君成為新的君主。是弒君者，但是為了守住自己手中的權力，堅持抵抗契丹皇帝。
- 金在民（김재민）飾演李鉉雲

深受康兆信賴的將帥，但在遭到契丹的俘虜後，背叛了康兆和高麗。
- 韓在英飾演智蔡文

憑藉高超的武藝，獨自對抗數十名女真族，因此得名「天下智蔡文」的將帥。受到姜邯贊的請託，在顯宗蒙塵的路上，保護君王直到最後。
- 張仁燮飾演皇甫俞義

像牛一樣工作的高麗朝廷實務者。契丹二次入侵時，親自參戰。之後，與張延祐共同參與郡縣制的改革。
- 李智勋飾演張延祐

理解皇甫俞義的真心，而把他帶在身邊。契丹二次入侵時，在蒙塵路上作為顯宗的扈從直到最後。自此，和顯宗變得親近，並帶頭改革地方。
- 李哲民飾演姜民瞻

契丹二次侵略時，作為下級文官，指揮剩下的士兵，在西京抗戰。他的智略被看見後，受到姜邯贊的推舉，和姜邯贊前往戰場並肩作戰。
- 金山浩飾演鄭成

作為楊規的部下，與楊規一起守衛興化鎮的興化鎮使，為攻擊契丹軍立下汗馬功勞。
- 朱延宇飾演金叔興

秉持著契丹軍一個都不留的覺悟，和楊規並肩擊退契丹軍的龜州別將。解救許多高麗俘虜後，衝著契丹皇帝殺去。
- 徐材宇（서재우）飾演金宗铉

因忠州節度使而和姜邯贊結緣，並深受姜邯贊的信賴。姜邯贊調派萬名士兵騎兵隊給他訓練，為最後一戰做準備。
- 金善彬（김선빈）飾演崔冲

20歲時，在穆宗時期状元及第，開始了官職生活。契丹二次入侵時，親身經歷戰爭的慘況，並成長為一名忠誠的臣子。
- 趙相紀飾演卓思政

與庾方、河拱辰擁護著穆宗。雖然以最高指揮官的身份帶領著軍隊，但實際上卻一直在尋找逃亡的機會。之後，與姜邯贊並肩作戰，防止西京陷落，並參與了大大小小的戰鬥。
- 鄭昊彬飾演庾方

與河拱辰、卓思政擁護著穆宗。因為不願意聽從康兆政變而被貶謫回鄉，直到契丹二次入侵時，被顯宗召回。
- 李道國飾演河拱辰

於東北面討伐女真族時，因引起紛亂而遭流放。契丹入侵後復職，並為了拯救高麗，親身落入契丹的手中。
- 李載九飾演大道秀

遭契丹滅亡的渤海的後裔，因此比任何人都更願意賭上性命，突擊契丹大軍。契丹二次侵略時，和智蔡文在西京城並肩作戰，展開激烈的攻防戰。
- 周錫泰飾演崔質

契丹入侵時，以中郎將的身份參戰，守護著通州城。因功晉升上將軍，肩負守護皇宮和開京的責任，但是他卻越加渴望權力。
- 柳聖賢飾演金訓

阻擾契丹侵略的英雄。然而，他對文官掌握軍事最高指揮權而感到不滿，因此和崔質密謀叛亂。
- 郭閔碩飾演元宗奭

肩負西京百姓安危的西京文官，但當契丹入侵時，他卻意圖策劃讓高麗守軍向契丹投降的陰謀，以取悅契丹皇帝。
- 金重敦飾演趙元

身為統軍錄事守護著西京，但遭元宗奭背叛而入獄。

### 契丹主要人物
- 金赫飾演耶律隆緒（遼聖宗）

對契丹而言，為了征服宋朝，必得先討伐高麗。年紀輕輕就成了契丹皇帝，並率領40萬大軍，越過鴨綠江、侵略高麗。
- 金俊裴飾演萧排押

蕭排押之於耶律隆緒，猶如姜邯贊之於顯宗，是個能夠看透戰場、對手的人。他和姜邯贊於龜州大捷中，再次對峙。
- 李尚洪飾演耶律盆奴

急於勝利而瘋狂，因此攻擊了三水砦的高麗軍營，是導致無法降伏高麗的罪魁禍首。
- 朴炡奐（박정환）飾演耶律的琭

輕易摧毀高麗城池、殘忍地屠殺高麗軍隊的契丹將軍。
- 金久澤飾演韓杞

身為契丹的使臣，向高麗傳達契丹皇帝的命令。

### 高麗皇室及周邊人物
- 曹熙奉飾演劉瑨

總是掛心高麗朝廷安定、百姓安危的元老大臣，但作為豪門望族的一員，卻觀望豪族執行陰謀。
- 金正學飾演崔沆

由於朝廷陷入混亂，而被姜邯贊委任為禮部侍郎、進入朝廷，和姜邯贊一同關切著高麗的未來。
- 韓勝賢飾演蔡忠順

總以客觀的立場，給予顯宗忠告的臣子。所有的臣下在蒙塵路上逃跑，但他扈從著顯宗直到最後。
- 朴唯勝飾演崔士威

一直守著高麗朝廷，但當契丹入侵時，以統軍使的身份參戰。當顯宗開始改革地方制度時，比誰都積極推動著這項工作。
- 李詩雅飾演元貞王后

成宗的長女。顯宗登上王位後，成為他的元配妻子，並懷著身孕，踏上蒙塵之路。
- 尹彩暻飾演元和王后

成宗的小女兒，顯宗的繼妃。
- 河勝理飾演元成王后

公州節度使金殷傅的長女，有著明朗、正義的性格。在顯宗的蒙塵路上初遇顯宗，並結下緣份。
- 趙乘演飾演金殷傅

顯宗的蒙塵之路，因豪族的勢力而承受威脅，但身為公州節度使，金殷傅善待顯宗，而受到顯宗的信任。
- 金五福（김오복）飾演良叶

於殿前承旨、隨行服侍皇帝的內官。
- 李豐夽飾演庾行簡

有著比女人還貌美的外表，並與穆宗相戀過。晉升閤門舍人後，掌握了所有的權力。
- 吳才領（오재영）飾演劉忠正

和庾行簡一同受到穆宗寵愛的臣子。
- 沈素英飾演崔尚宮

遵從於千秋太后與金致陽的尚宮。

### 其他人物
- 尹福仁

姜邯赞的妻子，是個堅韌的女人。雖然老是像對待15歲男孩般責罵姜邯贊，但她比誰都還要愛姜邯贊。
- 李在勇飾演朴進

因高麗朝廷發動的戰爭而失去兒子，因此對皇室充滿憎惡的地方豪族。就算要推翻皇帝，也要守住自己的國家。

### 特別出演
- 白成鉉飾演穆宗

厭倦國家政事無法由自己決定、沉湎男色，但他堅決反對母親千秋太后擁立金致陽的兒子為太子。為了解決金致陽及其黨羽，而命令康兆率軍來到都城，但沒想到竟被康兆弒殺的悲劇君主。
- 李敏英飾演千秋太后

丈夫景宗早逝後，金致陽常伴在她左右。雖然曾經攝政數年，但她為了讓她和金致陽的私生子成為太子，不惜迫害妹妹獻貞王后的獨子顯宗，但她為了兒子穆宗被康兆弒殺自己無力保護兒子這件事上感到非常的悔恨，最終在兒子逝世20年後抑鬱而終。
- 孔正焕飾演金致陽

前朝新羅的後裔，利用和千秋太后的愛情獲得權勢，企圖推翻高麗完成復辟新羅的陰謀。
- 姜信一飾演津寬師父

千秋太后逼王詢出家時，在新穴寺擔任住持。

## 播出
《高麗契丹戰爭》原考慮於2023年11月4日開播，但最終敲定於11月11日晚間9點25分開播。12月23日與31日，因分別轉播《2023 KBS演藝大賞》與《2023 KBS演技大賞》而暫停播出2次。
2024年新年期間暫停播出，改放映特輯節目，並自10月17日起，播出時間則提前10分鐘至晚間9點15分首播。

## 迴響
韓國蓋洛普調查千名18歲以上的韓國民眾，《高麗契丹戰爭》獲得1.3%的支持度，排行2023年11月「喜愛的放送影像節目」第12名，與MBN綜藝節目《火熱玫瑰壇》、KBS 2TV週末劇《孝心的家各自為生》、KBS 1TV日日劇《咣噹啷啷家族》、Netflix原創影集《我的女神室友斗娜》、tvN土日劇《無人島的Diva》等5個節目並列。12月喜好度上升至3.1%，位居當月第3名，次於MBC的綜藝節目《我獨自生活》和tvN的綜藝節目《劉QUIZ ON THE BLOCK》。
2024年1月，喜好度持續上升至4.5%，位居當月第2名，僅次於TV朝鮮選秀節目《Miss Trot》。2月喜好度下跌至3.2%，與《孝心的家各自為生》並列第3名。3月，喜好度再下跌至2.0%，排行第4名。
男主角金桐俊是首次演出古裝劇，且他出身自男團ZE:A，因此演技受到質疑。一部分的觀眾認為劇組「選角錯誤」、金桐俊的演技難以入戲，因此無法承擔參演大河劇的重任；但也有觀眾肯定金桐俊為戲剃髮的決心。

### 收視率
《高麗契丹戰爭》於2023年11月11日在韓國地上波KBS 2TV開播，首集獲得5.5%的收視率，瞬間收視最高達6.8%。本劇連續4週且連續4集收視上漲，數度位居同時段收視冠軍。第10集收視首次達10.0%；最終第32集創下自身最高收視13.8%，分段收視最高達15.2%。
本劇收視與同時段播映的tvN（有線電視）土日劇《無人島的Diva》、MBC（地上波）金土劇《烈女朴氏契約結婚傳》與《夜晚開的花》、JTBC（綜合編成頻道）土日劇《歡迎回到三達里》、SBS（地上波）金土劇《財閥X刑警》產生拉鋸。包括首集在內，共有3集收視高於《無人島的Diva》，其餘5集則低於《無人島的Diva》；本劇收視均高於《烈女朴氏契約結婚傳》，僅12月9日被超越；本劇共有11集收視高於《歡迎回到三達里》，2集被該劇超越；本劇共有1週收視高於《夜晚開的花》、1週持平、3週被該劇超越；本劇共有5週收視高於《財閥X刑警》，1週持平。
與其他週末播出的戲劇相比，本劇收視低於同頻道的週末劇《孝心的家各自為生》，和同屬地上波的MBC金土劇《戀人》，以及JTBC土日劇《大力女子姜南順》；但高於同屬地上波的SBS金土劇《7人的逃脫》與《與惡魔有約》、MBC金土劇《美好世界》，和有線電視的tvN土日劇《大指揮家：弦上的真相》、《魅惑之人》、《淚之女王》和ENA日月特別企劃《惡人傳記》，以及綜合編成頻道的MBN週末迷你劇《完美的結婚公式》、TV朝鮮週末迷你劇《我的Happy End》、JTBC土日劇《低谷醫生》。2023年12月第2週起，躋身地上波週間收視前5名，其中有3週排行第5名、6週排行第4名、2週位居第3名，播出最末週則爬升至第2名。
| 集數 | 集數      | 每季集數 | 每季集數 | 每季集數 | 每季集數 | 每季集數 | 每季集數 | 每季集數 | 每季集數 | 每季集數 | 每季集數 |
| 集數 | 集數      | 1        | 2        | 3        | 4        | 5        | 6        | 7        | 8        | 9        | 10       |
| ---- | --------- | -------- | -------- | -------- | -------- | -------- | -------- | -------- | -------- | -------- | -------- |
|      | 第1-10集  | 0.941    | 1.249    | 1.023    | 1.343    | 1.373    | 1.382    | 1.498    | 1.454    | 1.590    | 1.789    |
|      | 第11-20集 | 1.701    | 待定     | 待定     | 待定     | 1.849    | 1.939    | 1.716    | 1.857    | 1.377    | 1.819    |
|      | 第21-30集 | 1.703    | 1.764    | 1.656    | 1.815    | 1.596    | 2.015    | 1.907    | 2.204    | 1.890    | 2.307    |
|      | 第31-32集 | 2.032    | 2.444    | –        | –        | –        | –        | –        | –        | –        | –        |

| 集數              | 播出日期       | 尼爾森全國收視率 | 尼爾森全國收視率 | 尼爾森首都圈收視率 | 尼爾森首都圈收視率 | TNMS全國收視率 |
| 集數              | 播出日期       | 家庭戶比例       | 人數（百萬）     | 家庭戶比例         | 人數（百萬）       | TNMS全國收視率 |
| ----------------- | -------------- | ---------------- | ---------------- | ------------------ | ------------------ | -------------- |
| 1                 | 2023年11月11日 | 5.5%             | 0.941            | 5.1%               | 0.556              | —              |
| 2                 | 2023年11月12日 | 6.8%             | 1.249            | 6.1%               | 0.754              | 5.7%           |
| 3                 | 2023年11月18日 | 5.2%             | 1.023            | 5.1%               | 0.658              | —              |
| 4                 | 2023年11月19日 | 7.0%             | 1.343            | 6.4%               | 0.820              | 5.5%           |
| 5                 | 2023年11月25日 | 7.5%             | 1.373            | 7.0%               | 0.860              | 6.1%           |
| 6                 | 2023年11月26日 | 7.8%             | 1.382            | 6.9%               | 0.836              | 6.2%           |
| 7                 | 2023年12月2日  | 8.4%             | 1.498            | 7.8%               | 0.901              | 6.5%           |
| 8                 | 2023年12月3日  | 7.9%             | 1.454            | 7.1%               | 0.808              | 6.0%           |
| 9                 | 2023年12月9日  | 8.9%             | 1.590            | 8.6%               | 1.023              | —              |
| 10                | 2023年12月10日 | 10.0%            | 1.789            | 9.2%               | 1.073              | 7.9%           |
| 11                | 2023年12月16日 | 9.7%             | 1.701            | 9.2%               | 1.086              | —              |
| 12                | 2023年12月17日 | 9.6%             | —                | —                  | —                  | 8.5%           |
| 13                | 2023年12月24日 | 9.2%             | —                | —                  | —                  | 8.57%          |
| 14                | 2023年12月30日 | 9.4%             | —                | —                  | —                  | 8.02%          |
| 15                | 2024年1月6日   | 10.2%            | 1.849            | 9.2%               | 1.131              | —              |
| 16                | 2024年1月7日   | 10.0%            | 1.939            | 8.7%               | 1.109              | —              |
| 17                | 2024年1月13日  | 9.8%             | 1.716            | 9.0%               | 1.035              | —              |
| 18                | 2024年1月14日  | 10.0%            | 1.857            | 8.7%               | 1.061              | —              |
| 19                | 2024年1月20日  | 7.9%             | 1.377            | 6.4%               | 0.738              | —              |
| 20                | 2024年1月21日  | 10.1%            | 1.819            | 16.1%              | 1.697              | —              |
| 21                | 2024年1月27日  | 9.6%             | 1.703            | 8.6%               | 1.008              | —              |
| 22                | 2024年1月28日  | 9.6%             | 1.764            | 8.5%               | 1.018              | —              |
| 23                | 2024年2月3日   | 9.7%             | 1.656            | 8.8%               | 1.029              | —              |
| 24                | 2024年2月4日   | 10.0%            | 1.815            | 8.6%               | 1.023              | —              |
| 25                | 2024年2月17日  | 8.7%             | 1.596            | 7.6%               | 0.944              | —              |
| 26                | 2024年2月18日  | 11.5%            | 2.015            | 10.2%              | 1.190              | —              |
| 27                | 2024年2月24日  | 11.0%            | 1.907            | 9.7%               | 1.108              | —              |
| 28                | 2024年2月25日  | 12.7%            | 2.204            | 10.9%              | 1.250              | —              |
| 29                | 2024年3月2日   | 11.0%            | 1.890            | 9.3%               | 1.082              | —              |
| 30                | 2024年3月3日   | 12.9%            | 2.307            | 10.9%              | 1.276              | —              |
| 31                | 2024年3月9日   | 12.0%            | 2.032            | 10.7%              | 1.203              | —              |
| 32                | 2024年3月10日  | 13.8%            | 2.444            | 12.1%              | 1.462              | —              |
| 特輯              |                |                  |                  |                    |                    |                |
| 第1-13集 精華版   | 2023年12月26日 | 2.7%             | —                | —                  | —                  | —              |
| 特輯              | 2024年1月19日  | 3.3%             | 0.589            | —                  | —                  | —              |
| 特輯              | 2024年2月11日  | 4.4%             | 0.855            | 3.8%               | 0.459              | —              |
| 高麗契丹 談話大捷 | 2024年3月17日  | 3.3%             | 0.548            | 3.2%               | 0.352              | —              |

## 奖项荣誉
| 年份   | 颁奖礼                 | 奖项                          | 入围者           | 结果 | 参考    |
| ------ | ---------------------- | ----------------------------- | ---------------- | ---- | ------- |
| 2023年 | KBS演技大奖            | 大奖                          | 崔秀宗           | 獲獎 |         |
| 2023年 | KBS演技大奖            | 男子最优秀演技奖              | 崔秀宗           | 提名 |         |
| 2023年 | KBS演技大奖            | 男子最优秀演技奖              | 金桐俊           | 獲獎 |         |
| 2023年 | KBS演技大奖            | 长篇电视剧部门 男子优秀演技奖 | 金桐俊           | 提名 |         |
| 2023年 | KBS演技大奖            | 长篇电视剧部门 男子优秀演技奖 | 崔秀宗           | 提名 |         |
| 2023年 | KBS演技大奖            | 长篇电视剧部门 男子优秀演技奖 | 池承炫           | 獲獎 |         |
| 2023年 | KBS演技大奖            | 长篇电视剧部门 男子优秀演技奖 | 金俊裴           | 提名 |         |
| 2023年 | KBS演技大奖            | 长篇电视剧部门 女子优秀演技奖 | 李詩雅           | 提名 |         |
| 2023年 | KBS演技大奖            | 女子新人奖                    | 李詩雅           | 提名 |         |
| 2023年 | KBS演技大奖            | 男配角奖                      | 李原種           | 獲獎 |         |
| 2023年 | KBS演技大奖            | 男配角奖                      | 金赫             | 提名 |         |
| 2023年 | KBS演技大奖            | 编剧奖                        | 李政宇           | 獲獎 |         |
| 2023年 | KBS演技大奖            | 最佳情侣奖                    | 崔秀宗、金桐俊   | 獲獎 |         |
| 2023年 | KBS演技大奖            | 男子网络人气奖                | 池承炫           | 獲獎 |         |
| 2024年 | 第60屆百想藝術大獎     | 藝術賞                        | 李錫根（服裝）   | 提名 |         |
| 2024年 | 第60屆百想藝術大獎     | 男子配角賞                    | 池承炫           | 提名 |         |
| 2024年 | 第19屆首爾國際電視節   | 國際競賽單元 最佳長篇電視劇   | 《高麗契丹戰爭》 | 獲獎 | [ 150 ] |
| 2024年 | 第15屆韓國電視劇節     | 優秀男演員                    | 池承炫           | 獲獎 | [ 151 ] |
| 2024年 | 第10届APAN Star Awards | 作品奖                        | 《高丽契丹战争》 | 提名 |         |
| 2024年 | 第10届APAN Star Awards | 导演奖                        | 全雨盛           | 提名 |         |
| 2024年 | 第10届APAN Star Awards | 长篇连续剧 男子最优秀演技奖   | 崔秀宗           | 提名 |         |
| 2024年 | 第10届APAN Star Awards | 长篇连续剧 男子优秀演技奖     | 金桐俊           | 獲獎 |         |
| 2024年 | 第10届APAN Star Awards | 长篇连续剧 男子优秀演技奖     | 李原種           | 提名 |         |
| 2024年 | 第10届APAN Star Awards | 长篇连续剧 男子优秀演技奖     | 池承炫           | 提名 |         |